# Russula subsect. Integriforminae
Russula subsect. Integriforminae ist eine Untersektion aus der Gattung Russula, die innerhalb der Sektion Polychroma steht. 	Die Typart ist Russula romellii, der Weißstielige Täubling.

## Merkmale
Die Untersektion enthält meist mittelgroße bis große und mehr oder weniger robuste Täublinge. Das Fleisch ist ziemlich unveränderlich und schmeckt mild. Es hat keinen Heringsgeruch. Die Hutfarben sind sehr variabel, teils leuchtend, teils gedeckt, aber niemals rein leuchtend rot oder weiß. Bräunliche, rotbraune, kupferfarbene oder mehr oder weniger purpurfarbene Hüte kommen vor. Manchmal ist der Hut auch grünlich bis oliv gefärbt. Das Sporenpulver ist ockerfarben bis dottergelb (III oder IV).
Die Basidien sind länglich oder gedrungen. Auch die Zystiden sind länglich und meist zahlreich. Die Eisensulfatreaktion auf dem Fleisch ist meist mehr oder weniger rosa. Dermatozystiden sind vorhanden, aber Inkrustierungen kommen nicht vor.
| Deutscher Artname                                                         | Wissenschaftlicher Artname                                  | Autor                   |
| ------------------------------------------------------------------------- | ----------------------------------------------------------- | ----------------------- |
| Russula fusconigra                                                        | Russula fusconigra                                          | M.M.Moser1979           |
| Weißstieliger Ledertäubling                                               | Russula romellii                                            | Maire                   |
| Hainbuchen-Täubling                                                       | Russula carpini                                             | R. Girard & Heinem.1956 |
| Russula pseudoromellii*                                                   | Russula pseudoromellii                                      | Blum ex Bon1986         |
| Russula phlyctidospora*                                                   | Russula phlyctidospora syn.: R. integra var. phlyctidospora | (Romagn.) Bon1986       |
| Russula purpurea*                                                         | Russula purpurea                                            | Gillet 1882             |
| Russula campestris                                                        | Russula campestris syn.:R. integra var. campestris          | (Romagn.) Romagn.1967   |
| Russula pseudocampestris*                                                 | Russula pseudocampestris                                    | Kühner1975              |
| Mit einem Stern (*) gekennzeichnete Arten sind nicht allgemein anerkannt. |                                                             |                         |